# Rhopalochelifer lawrencei
Rhopalochelifer lawrencei är en spindeldjursart som beskrevs av Beier 1964. Rhopalochelifer lawrencei ingår i släktet Rhopalochelifer och familjen tvåögonklokrypare. Inga underarter finns listade i Catalogue of Life.